# Chemin de fer du Mayombe

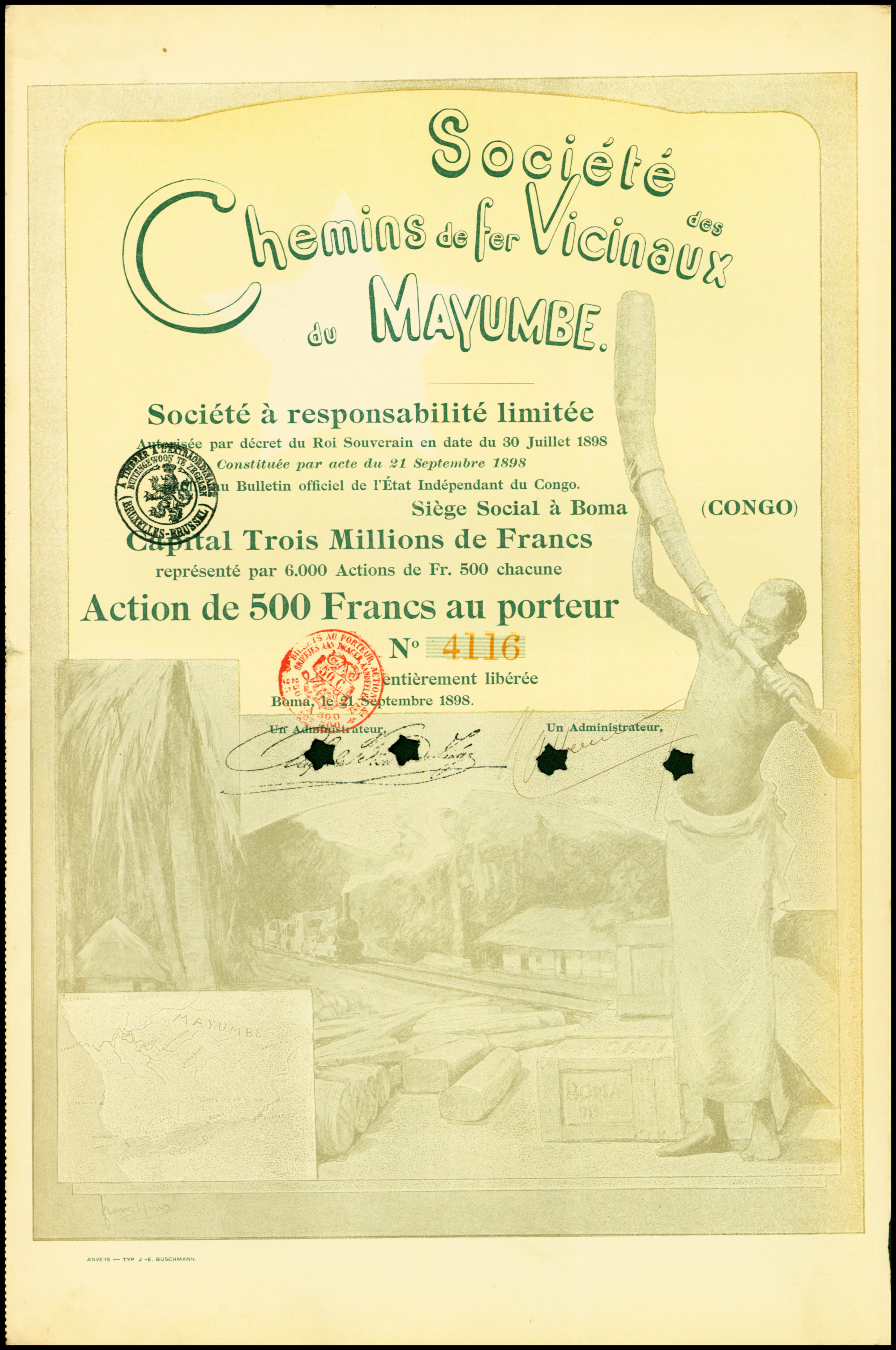
Action de la Société des Chemins de fer Vicinaux du Mayumbe en date du 21 septembre 1898

Le chemin de fer du Mayombe reliait Boma à Tshela (République démocratique du Congo), avec une extension prévue vers la République du Congo. À l'origine, il avait été construit et exploité par la Société des Chemins de fer vicinaux du Mayumbe (CVM), créée le 30 juillet 1898 pour construire et exploiter un réseau de chemin de fer à voie de 610 mm (2 ft) dans la province du bas-Congo. La société CVM est intégrée le 1er janvier 1936 à l'Office des transports du Congo (OTRACO).
Sous le régime de Mobutu Sese Seko, les voies sont démontées puis réinstallées à proximité de Gbadolite.
En 1974, la ligne est intégrée avec d'autres lignes au réseau de la Société Nationale des Chemins de Fer Zaïrois.
La ligne a été entièrement démantelée en 1984.

## La ligne
- Boma - Lukula - Tshela, (140 km)
  - Boma (Plateau) – Bangu, (8 km), ouverture le 7 mai 1899
  - Bangu – Kisundi, (35 km), ouverture le Ier janvier 1900
  - Kisundi – Lukula, (35 km), ouverture le 31 décembre 1901
  - Lukula - Tshéla, (60 km), ouverture le 31 décembre 1912, prolongement ouvert par l’État

En 1932, la section Boma-Lukula est convertie à l'écartement de 600 mm (1 ft 11 5/8). La section de Lukula-Tshéla l'est à son tour en 1938.

## Matériel roulant
Locomotives
- no 1A à 4A, type Garratt, type 020-020, livrées en 1911 par la Société de Saint-Léonard à Liège[7]
- no 1B à 2B, type Garratt, type 020-020, livrées en 1919 par la société Saint Léonard à Liège
- no 3B à 6B, type Garratt, type 020-020, livrées en 1921 par la société Saint Léonard à Liège
- no 7B à 11B, type Garratt, type 020-020, livrées en 1924 par la société Saint Léonard à Liège
- no 1C à 4C, type Garratt, type 020-020, livrées en 1926 par la société Saint Léonard à Liège
- no 1E, type Garratt, type 020-020, livrées en 1927 par la société Saint Léonard à Liège.

## Galerie

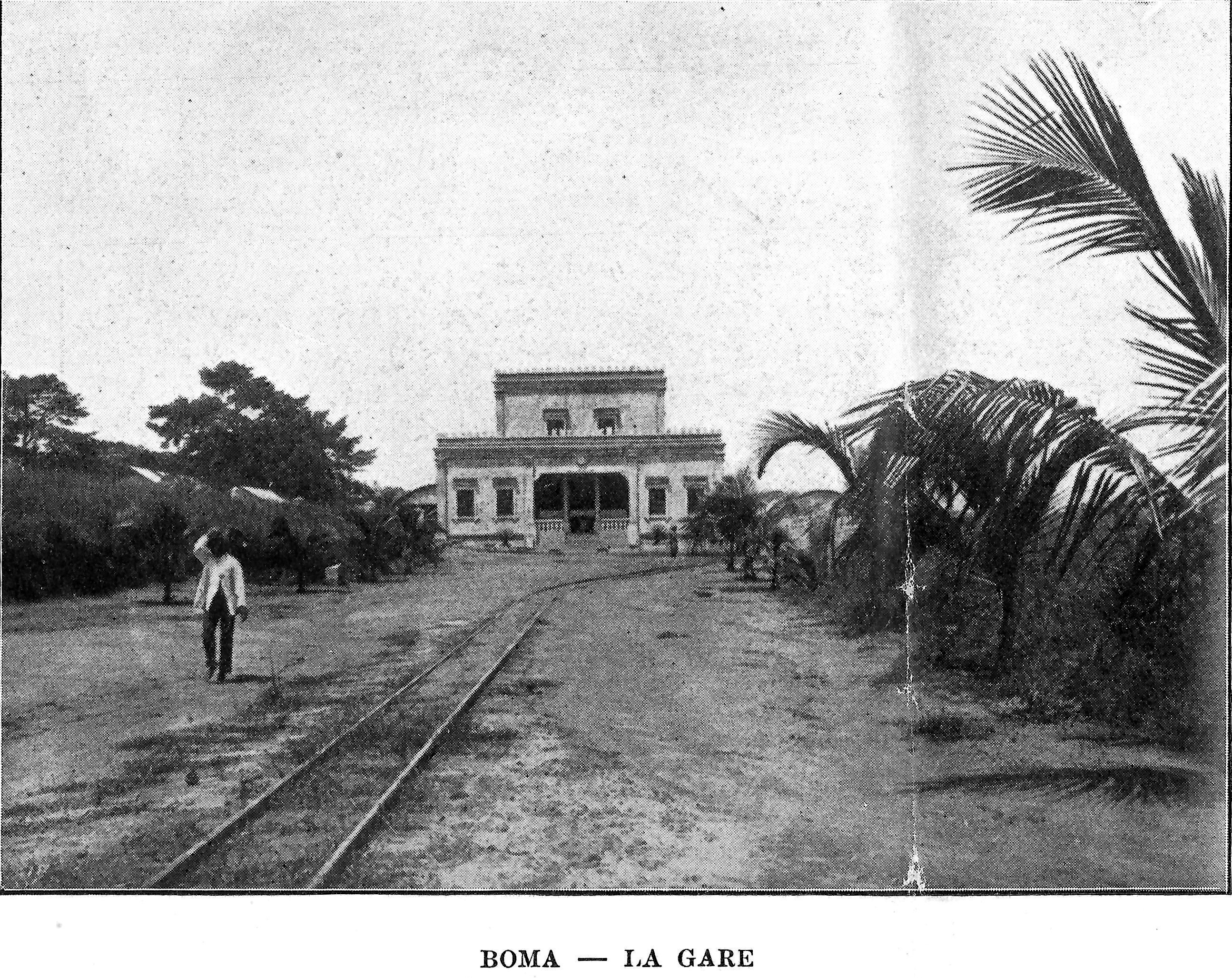
Vue historique de la gare de Boma, départ du chemin de fer du Mayombe
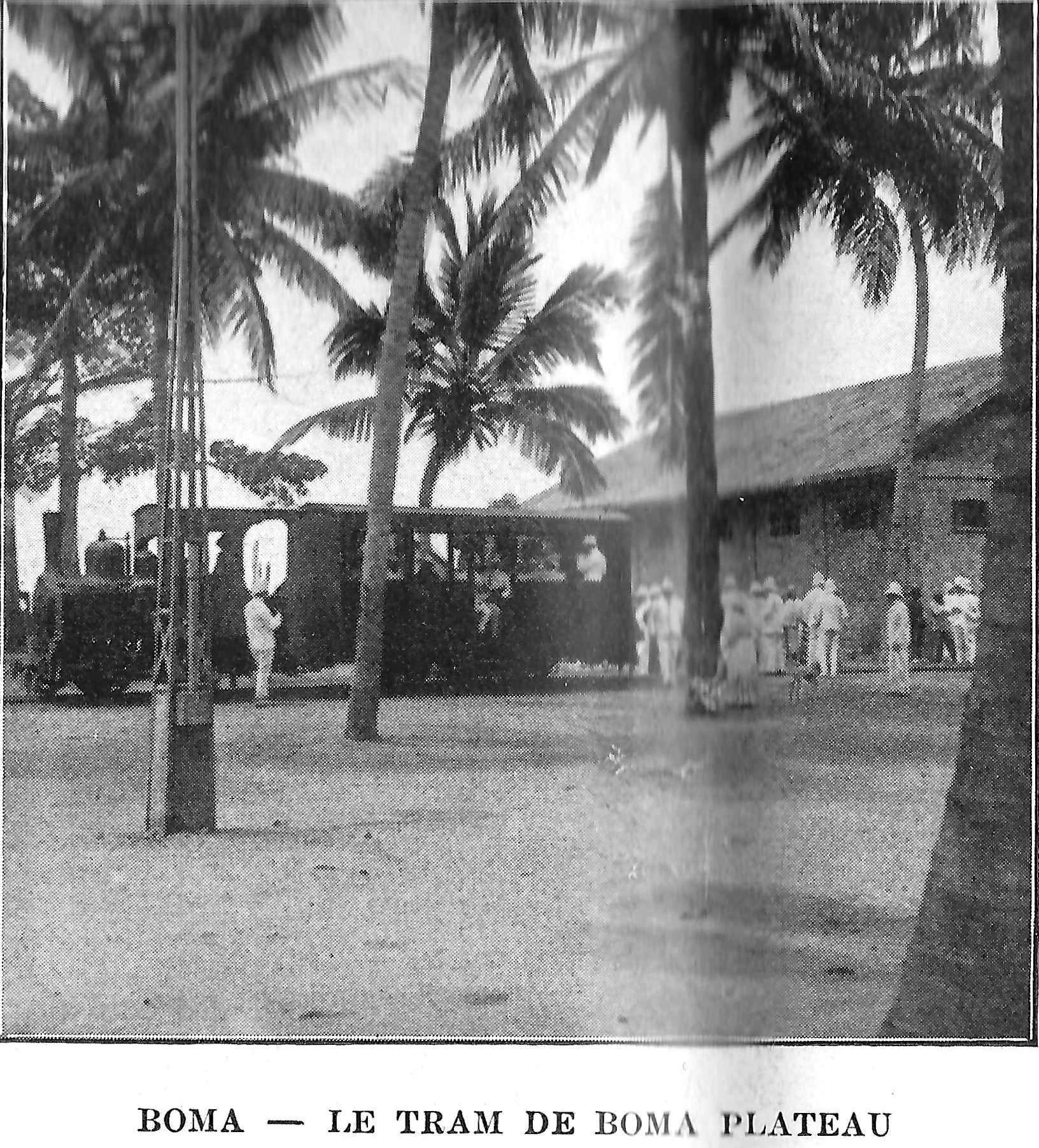
Le tram local à Boma
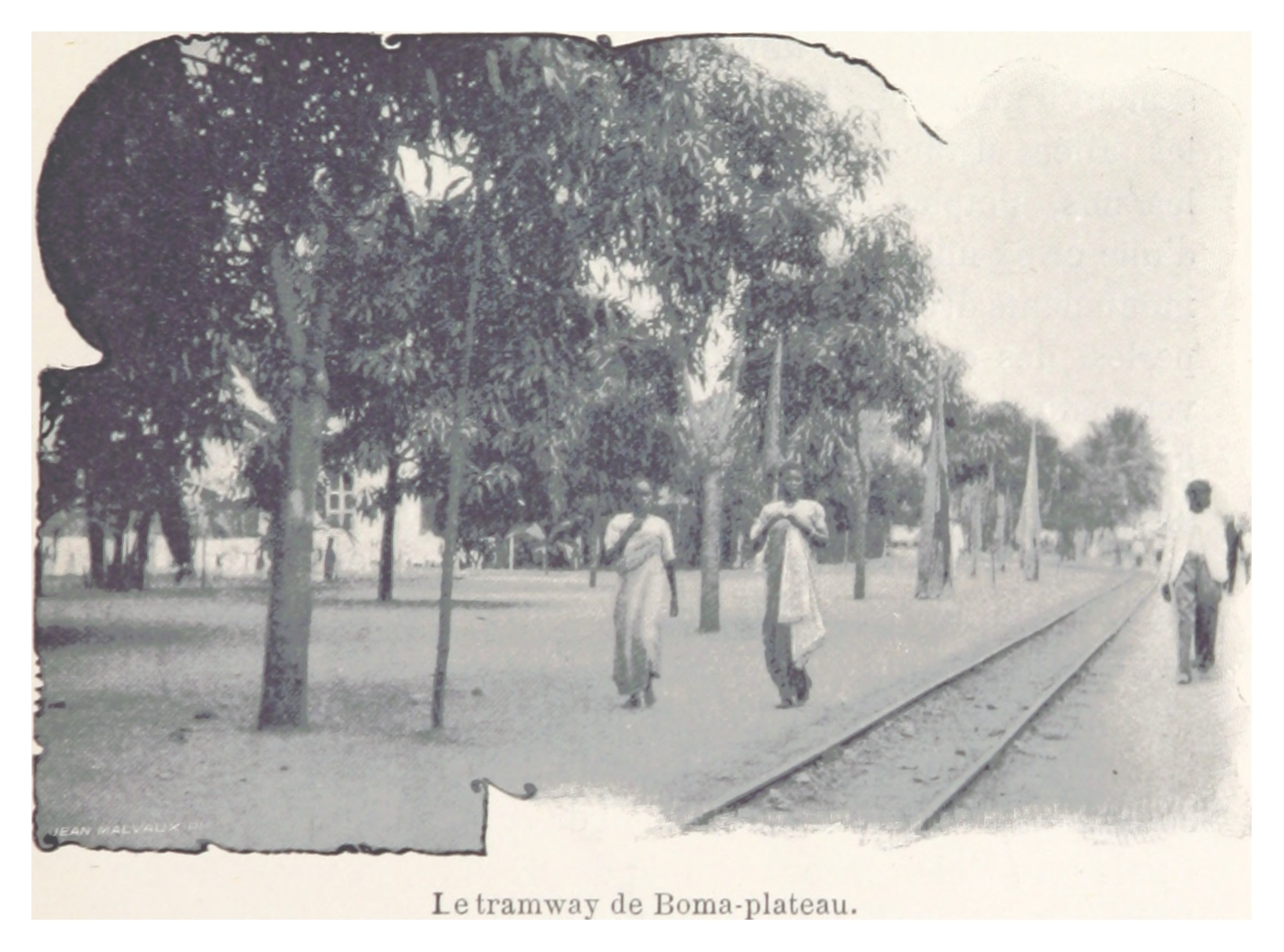
Une autre vue de Boma